# Zbigniew Batko
Zbigniew Batko (Kamionna (Węgrów), 11 oktober 1940 - Łódź, 18 december 2007) was een Poolse vertaler, schrijver en scenarioschrijver. Hij vertaalde bijna 50 Engelstalige romans in het Pools.

## Leven
Batko woonde na de Tweede Wereldoorlog met zijn moeder en zussen in Porąbka bij Sosnowiec en vervolgens in Żyrowa. Door een ziekte van zijn moeder bracht hij een deel van zijn jeugd door in kindertehuizen. Hij slaagde voor zijn diploma in Gogolin en begon in 1958 Poolse studies te studeren met een richting op filmtheorie en filmgeschiedenis aan de Universiteit van Łódź. Daar behaalde hij in 1966 zijn masterdiploma. 
Hij maakte zijn debuut als scenarioschrijver in de tekenfilmserie voor kinderen Zaczarowany ołówek (Het betoverde potlood), waaraan hij van 1969 tot 1971 samenwerkte met Adam Ochocki. Vanaf 1990 legde hij zich uitsluitend toe op schrijven en vertalen. Zijn roman Oko (oog) werd in 1992 genomineerd voor de Janusz A.Zajdel-prijs.
- CiNii: DA14662513
- International Standard Name Identifier: 0000 0000 7905 5311
- Library of Congress Control Number: n94065710
- Nationale Bibliotheek van Polen: a0000001159760
- Réseau des bibliothèques de Suisse occidentale: 02-A025692992
- Système universitaire de documentation: 08821463X
- Virtual International Authority File: 73086314
- WorldCat: E39PBJyrPBDhvBqhBt64Mbc3wC